# Tony Sender

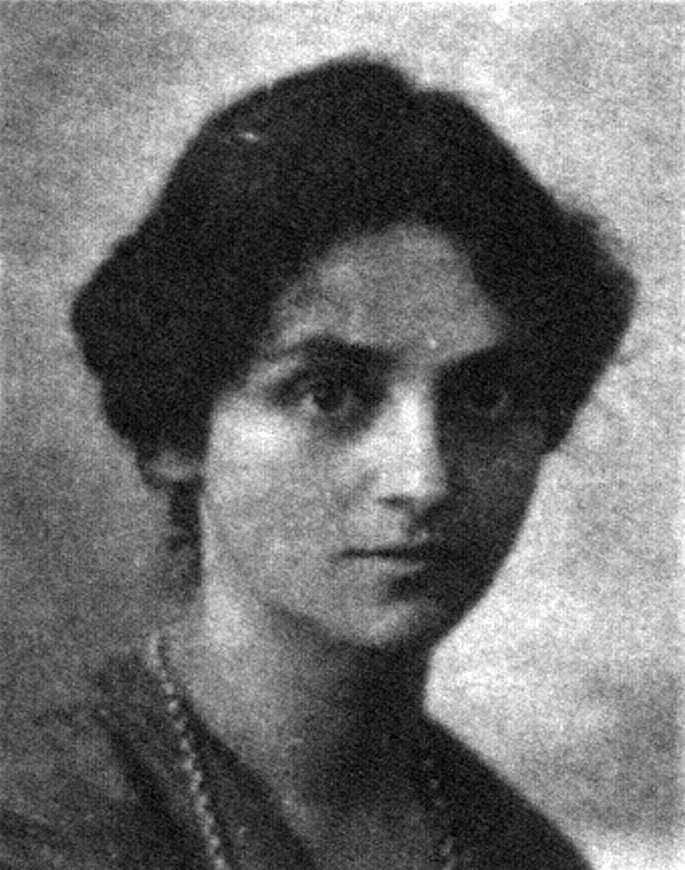
Senders Offizielles Reichstagsporträt, 1920

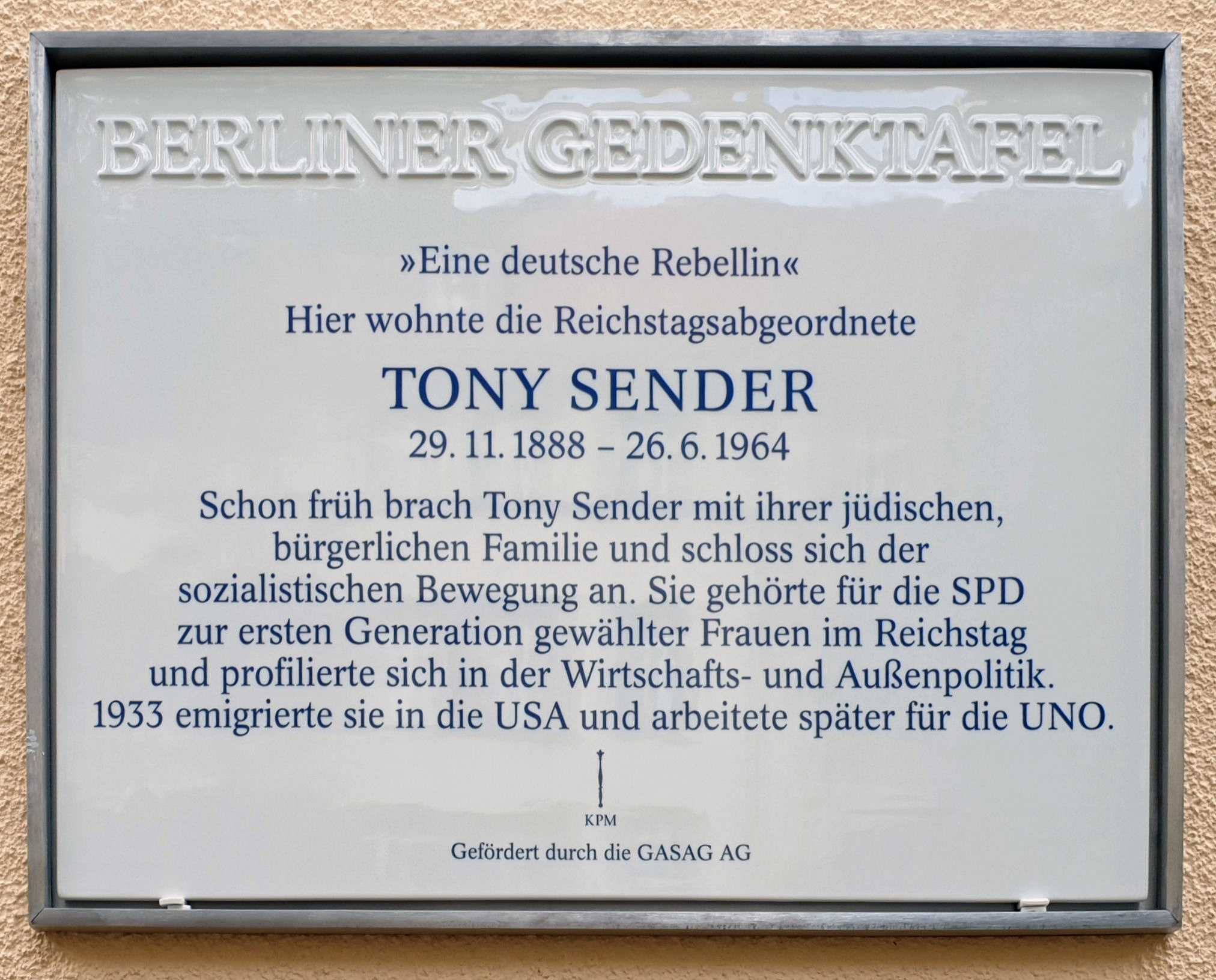
Berliner Gedenktafel am Haus, Wittelsbacherstraße 34, in Berlin-Wilmersdorf

Tony Sender (auch Toni Sender; * 29. November 1888 in Biebrich, Landkreis Wiesbaden; † 26. Juni 1964 in New York) war eine deutsche Politikerin (SPD, USPD) und Journalistin mit dem bürgerlichen Namen Sidonie Zippora Sender, die auch die Pseudonyme Dora Denis und Elisabeth verwendete. In der sozialdemokratischen Reichstagsfraktion, der sie von 1920 bis 1933 angehörte, wurde sie zum linken Flügel gerechnet.

## Leben
Am 29. November 1888 wurde Tony Sender in Biebrich (heute zu Wiesbaden) als dritte Tochter des Kaufmanns Moritz (Moses) Sender und dessen Frau Marie (geb. Dreyfus) geboren. Ihre Eltern waren beide orthodoxe Juden, ihr Vater war Vorsitzender der jüdischen Gemeinde zu Biebrich. Sie überraschte ihre Eltern damit, dass sie einen Beruf erlernen wollte, und verließ nach ihrem Abschluss an der Höheren Töchterschule bereits als Dreizehnjährige ihre Familie, um in Frankfurt am Main die private Handelsschule für Mädchen zu besuchen. Sie wollte, wie sie später schrieb, so bald wie möglich ökonomisch und damit auch geistig und in ihrer Lebensführung ihr „eigener Herr“ sein. Im Bürgertum war damals Erwerbstätigkeit für Frauen nicht vorgesehen, ihre Berufsperspektive als kaufmännische Angestellte ließ sich gerade noch mit den Kriterien bürgerlicher Anständigkeit vereinbaren.
Schon vor Abschluss der Ausbildung verdiente sie sich ihren Lebensunterhalt selbst. Sie wurde nach der Ausbildung kaufmännische Angestellte der Frankfurter Metallhandelsfirma Beer, Sondheimer & Co. Sie trat der Büroangestelltengewerkschaft und der SPD bei. Für das Studium der Nationalökonomie verweigerte ihr der Vater die damals notwendige Zustimmung. Einige Zeit lebte sie in Paris und engagierte sich bei den französischen Sozialisten. Mit der Ermordung Jean Jaurès’ und dem Ausbruch des Ersten Weltkriegs kehrte sie nach Frankfurt zurück, wo sie zusammen mit Robert Dißmann in ganz Südwestdeutschland Friedensarbeit leistete.

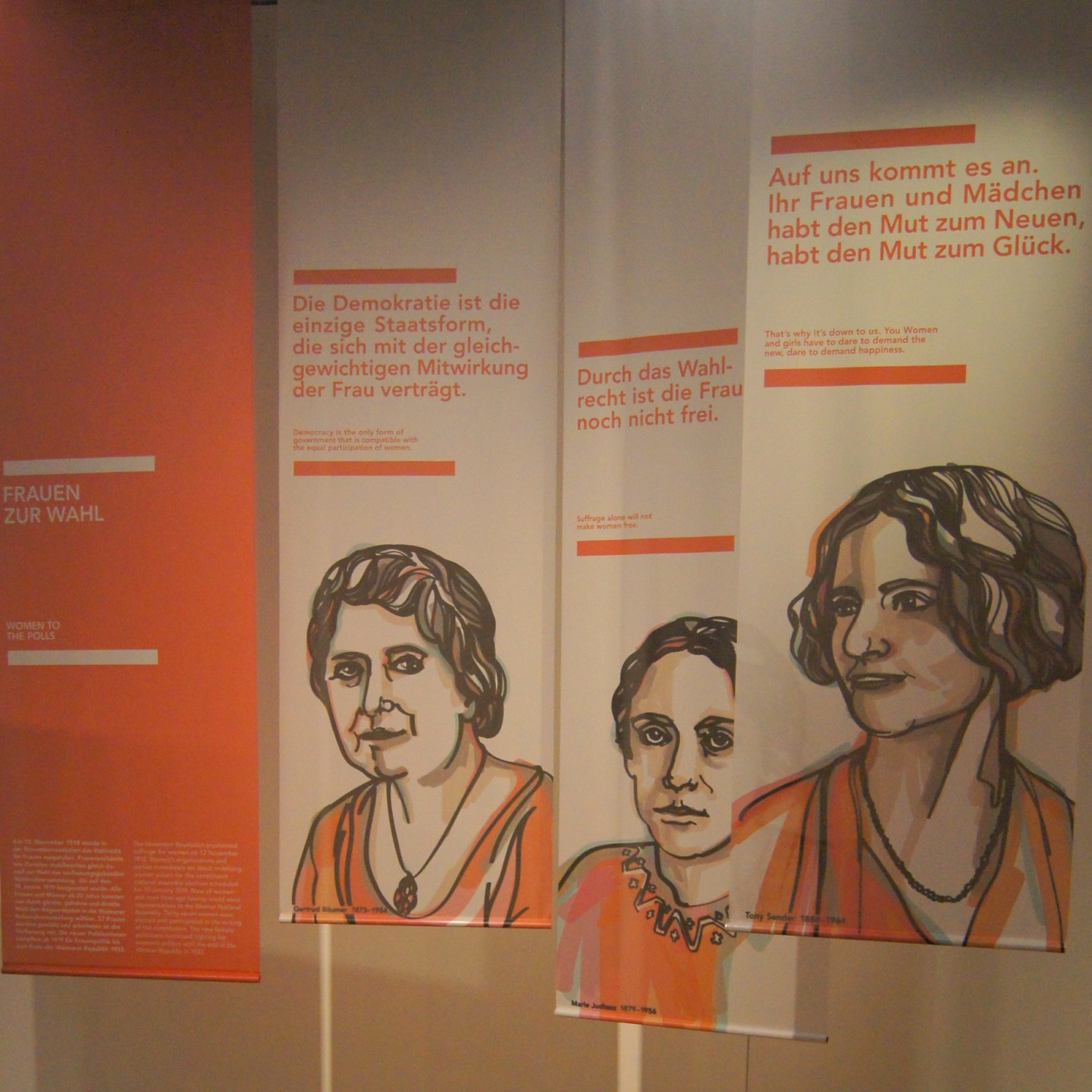
Banner Frauen zur Wahl in der Sonderausstellung Damenwahl, Historisches Museum Frankfurt. Tony Sender ist ganz rechts zu sehen.

Nach dem Krieg arbeitete sie maßgeblich in der Arbeiterrätebewegung mit und wurde 1919 Abgeordnete der Frankfurter Stadtverordnetenversammlung. 1920 wurde sie für die Unabhängige Sozialdemokratische Partei Deutschlands (USPD) im Wahlkreis Hessen-Nassau in den Reichstag gewählt. Seit 1922 nahm sie ihr Mandat nach der Wiedervereinigung der beiden sozialdemokratischen Parteien für die SPD wahr. Von 1924 bis 1933 wirkte sie als Reichstagsabgeordnete für den Wahlkreis Dresden-Bautzen mit den Arbeitsschwerpunkten Zoll- und Handelspolitik.

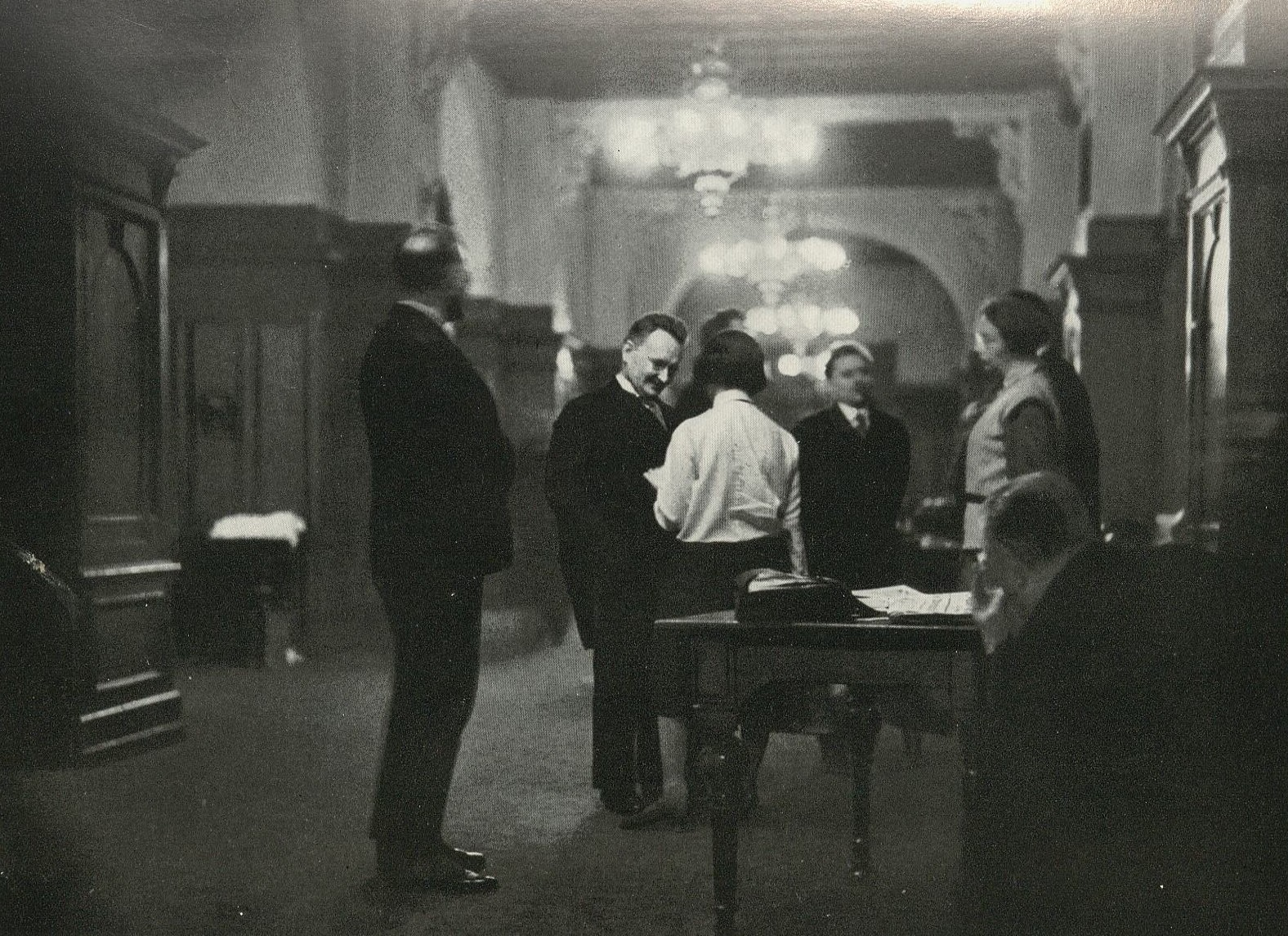
Tony Sender im Gespräch mit Paul Löbe im Wandelgang des Reichstags. Schnappschuss von Erich Salomon

In der SPD-Reichstagsfraktion war Tony Sender zusammen mit Abgeordneten wie Paul Levi, Kurt Rosenfeld, Max Seydewitz und Heinrich Ströbel Angehörige des linken Flügels, der an marxistischen Konzeptionen festhielt und ab 1930 in Opposition zur Tolerierungspolitik der Fraktionsmehrheit gegenüber den Präsidialkabinetten Brüning und Papen stand. Auch der Wechsel ihres Wahlkreises von Frankfurt nach Dresden ab 1924 war unter anderem eine Folge der veränderten Kräfteverhältnisse in der Partei, da Sender als entschiedene Linke in Frankfurt nicht mehr auf einen sicheren Listenplatz gewählt worden wäre, während Sachsen zunehmend zur Bastion des linken SPD-Flügels wurde.
Der Abstimmung zur Bewilligung der vierten Baurate des Panzerschiffs A und der ersten Baurate des Panzerkreuzers B am 20. März 1931 blieb Sender zusammen mit sechs anderen sächsischen SPD-Abgeordneten demonstrativ fern. Vier sächsische Abgeordnete (Seydewitz, Kuhnt, Ströbel, Graf) brachen die Fraktionsdisziplin sogar offen und stimmten gegen die vorliegenden Anträge, was zu ihrem Ausschluss aus der SPD-Fraktion und der Neukonstituierung als SAPD führte. Trotz ihrer kritischen Haltung ging Sender diesen Schritt von Teilen ihrer linken Fraktionskollegen jedoch nicht mit und verblieb in der SPD. Im Jahre 1932 trat sie für einen Generalstreik ein, um die drohende Gefahr einer nationalsozialistischen Machtergreifung abzuwenden.
Allein als Redakteurin der Betriebsräte-Zeitschrift des Deutschen Metallarbeiter-Verbandes verfasste sie bis 1933 fast 420 Beiträge. 1928 wurde ihr zudem die Redaktion der Frauenwelt, einer Illustrierten der SPD, übertragen.
Nach offenen NS-Morddrohungen floh sie am 5. März 1933 in die Tschechoslowakei. Dort engagierte sie sich sofort im Rahmen der antinazistischen Grenzarbeit in Richtung Sachsen. Auch in Antwerpen war sie im Widerstand gegen das nationalsozialistische Deutschland aktiv und arbeitete eng mit der dortigen 50-köpfigen Exilgruppe des Reichsbanners Schwarz-Rot-Gold zusammen. Am 29. März 1934 veröffentlichte der Deutsche Reichsanzeiger die zweite Ausbürgerungsliste des Deutschen Reichs, durch welche sie ausgebürgert wurde. 1935 siedelte sie in die USA über. Den Pariser Volksfront-Aufruf von Ende 1936 trug sie mit, aber nach Abschluss des Hitler-Stalin-Paktes im Sommer 1939 verabschiedete sie sich von diesen Vorstellungen.

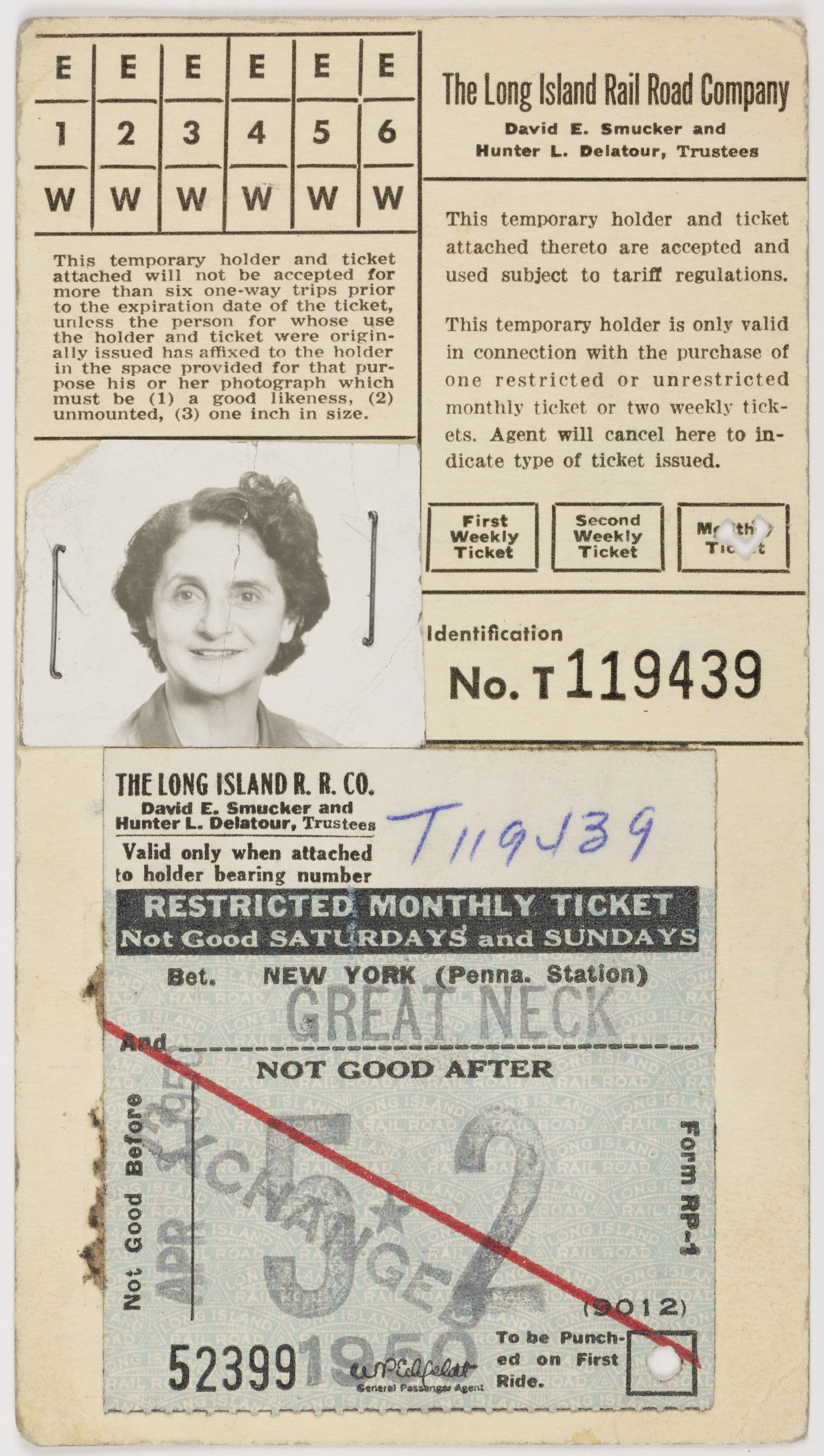
Monatskarte für die Long Island Rail Road mit Passfoto Tony Senders (1950)

In den USA betätigte sie sich ebenfalls in diversen Emigrantengruppen, klärte in zahllosen Vorträgen und Artikeln über die Situation im „Dritten Reich“ auf und widersprach dabei heftig der Kollektivschuld-These. Zeitweilig erarbeitete sie für den amerikanischen Geheimdienst OSS Berichte und Lageeinschätzungen zu diversen von der Wehrmacht okkupierten Ländern sowie zu Deutschland. Sodann arbeitete sie, seit 1943 amerikanische Staatsbürgerin, als Wirtschaftsspezialistin bei der UNRRA (United Nations Relief and Rehabilitation Administration), später als Repräsentantin der American Federation of Labor (AFL) bzw. des Internationalen Bundes Freier Gewerkschaften beim Wirtschafts- und Sozialrat der Vereinten Nationen. Sie engagierte sich in der UN-Menschenrechtskommission und der Kommission der Vereinten Nationen zur Rechtsstellung der Frau. Besondere Verdienste erwarb sie sich bei der internationalen Bekämpfung und Ächtung der Zwangsarbeit. Sie starb am 26. Juni 1964 in New York an einem Schlaganfall.

## Gedenken
Im Jahr 1988 wurde ihr zu Ehren an ihrem Geburtsort die Ausstellung „100 Jahre Tony Sender“ gezeigt. 1992 wurde ihr auch in Frankfurt am Main eine große Ausstellung gewidmet. Seit 1992 verleiht die Stadt Frankfurt den Tony-Sender-Preis zur Förderung von „hervorragenden innovativen Leistungen, die der Verwirklichung der Gleichberechtigung der Geschlechter dienen und der Diskriminierung von Frauen entgegenwirken.“ Die Parteischule der SPD Hessen-Süd, Toni-Sender-Akademie, ist nach ihr benannt.
Am 31. Oktober 2022 wurde an ihrem ehemaligen Wohnort, Berlin-Wilmersdorf, Wittelsbacherstraße 34, eine Berliner Gedenktafel enthüllt.

## Schriften
- Tony Sender: Autobiography of a German Rebel. New York: Vanguard Press, 1939
  - Tony Sender (Herausgeberin Gisela Brinker-Gabler): Autobiographie einer deutschen Rebellin. Frankfurt am Main 1981, ISBN 3-596-22044-0.

## Zeitschriftenbeiträge (Auswahl)
In: Der sozialistische Arzt
- Stimmen gegen den § 218. 7. Jg. (1931), Heft 4 (April), S. 103–104, Textarchiv – Internet Archive